# Ертен Анисова
Ертен Белгинова Анисова е български политик от ДПС. Народен представител от Движението за права и свободи в XLVIII народно събрание. От 2008 г. е член на Младежко ДПС. Работила е като експерт в Комисията по конституционни и правни въпроси в Народното събрание.

## Биография
Ертен Анисова е родена на 25 април 1990 г. в град Толбухин, Народна република България. Завършва специалност „Политология“ в Софийския университет „Св. Климент Охридски“, има магистърска степен по право и международни икономически отношения от Великотърновския университет „Св. св. Кирил и Методий“.
През есента на 2022 г. се обявява против машинното гласуване и заявява, че от ДПС смятали, че машините са компрометирани.